# Manifest 121
Manifest 121 (francouzsky Manifeste des 121) byl otevřený dopis, který podepsalo stodvacet jedna francouzských intelektuálů. Vyšel 6. září 1960 a kriticky se stavěl k válce v Alžírsku. Prohlášení formulovali Dionys Mascolo, Maurice Blanchot a Jean Schuster.